# Carola Nitschke
Carola Nitschke, née le 1er mars 1962 à Berlin, est une nageuse est-allemande ayant participé aux Jeux olympiques de Montréal en 1976.
Elle a détenu le record d'Europe de natation dames du 100 mètres brasse.

## Palmarès

### Championnats d'Europe
- Championnats d'Europe 1977 à Jönköping (Suède) :
  -  Médaille d'or du relais 4 × 100 m 4 nages.
  -  Médaille d'argent du 100 m brasse.